# Ignaz Weise

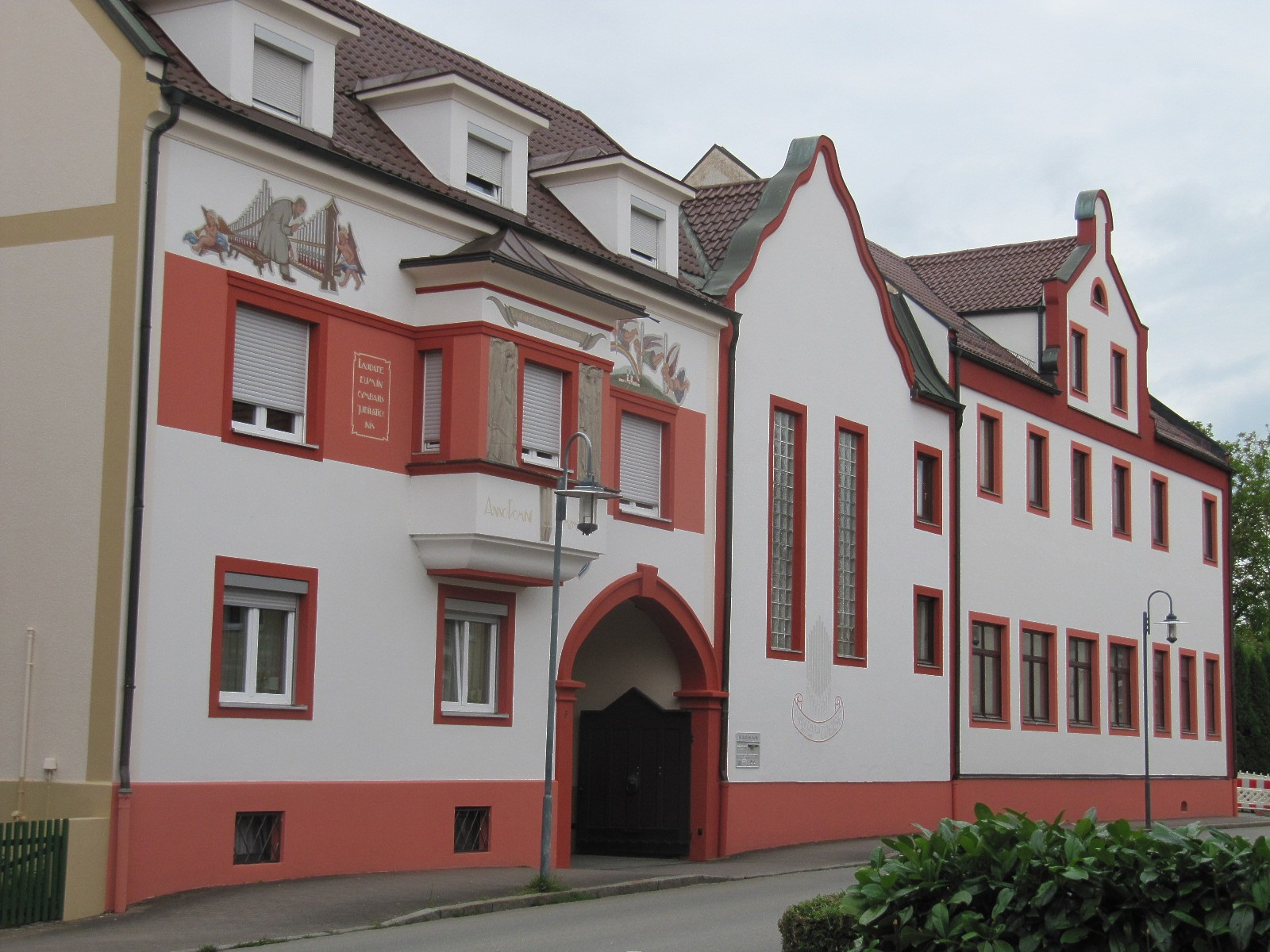
Firmengebäude

Ignaz Franz Weise (* 19. Januar 1864 in Amberg; † 1932 in Passau) war ein ostbayerischer Orgelbauer.
Ignaz Weise, das neunte Kind des zugezogenen Steingutarbeiters Gottlieb Weise aus Großschirma, erlernte das Orgelbauerhandwerk in der Orgelbauwerkstatt Maerz in München. 1889 gründete er einen eigenen Betrieb in Passau, den er 1903 nach Plattling verlegte. Er baute zahlreiche Orgeln in Niederbayern und in der östlichen Oberpfalz. 1919 übergab er den Betrieb an seinen Adoptivsohn Michael.

## Nachkommen

### Michael Weise

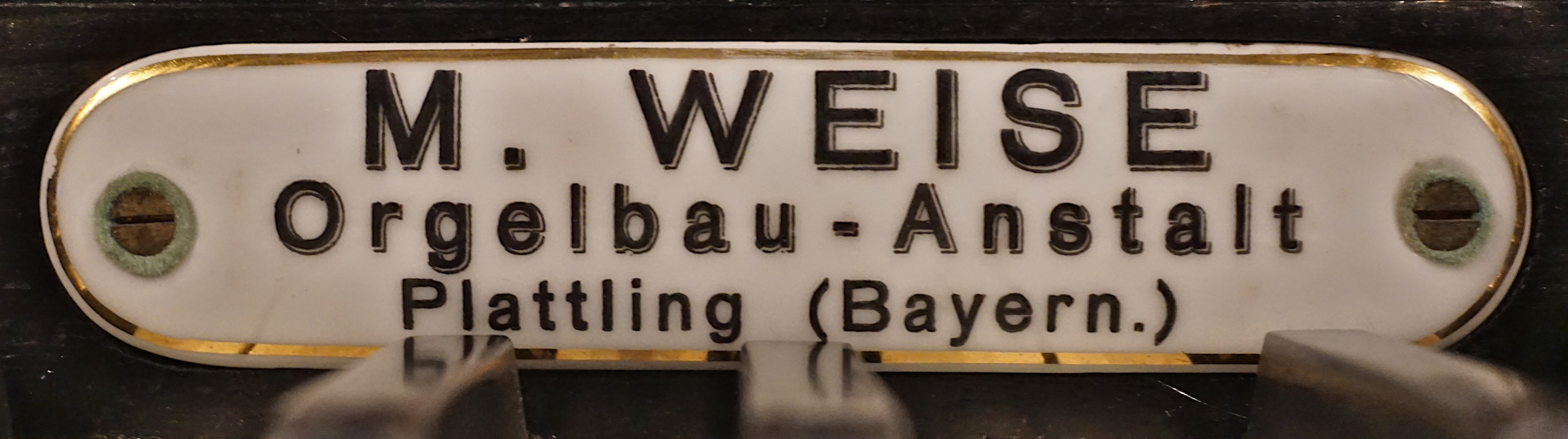

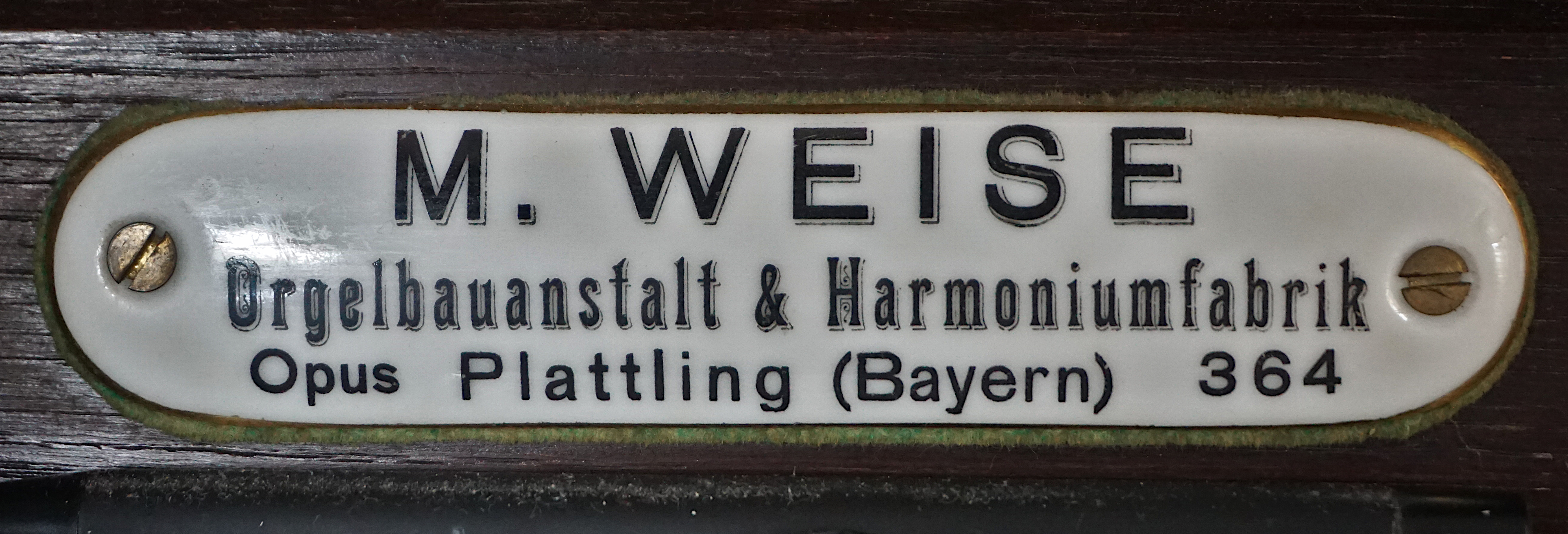
Firmenschild mit Opusangabe

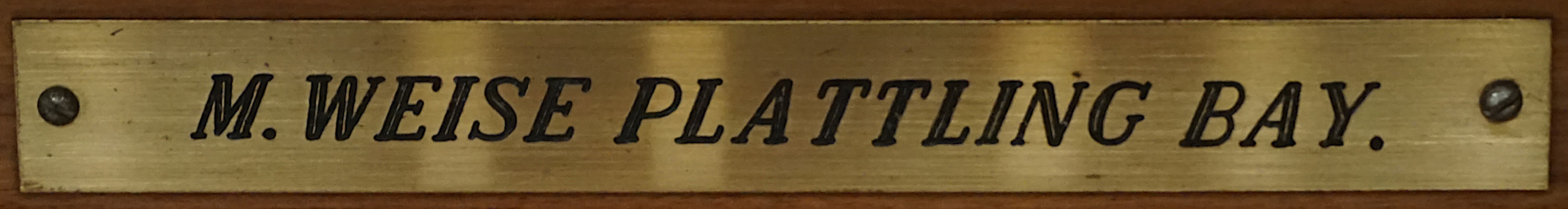

Michael Weise (* 15. Januar 1889 in Grafentraubach; † 24. April 1969 bei Ruhmannsfelden).
Michael Weise lernte bei seinem Adoptivvater Ignaz Weise und bei E. F. Walcker in Ludwigsburg. 1919 übernahm er den Betrieb seines Adoptivvaters und leitete ihn bis zu einem tödlichen Verkehrsunfall 1969. Unter seiner Leitung entstanden Hunderte von Orgeln. Nach seinem Tod wurde die Firma übergangsweise durch Lotte Frater-Weise weitergeführt.

### Reinhard Weise

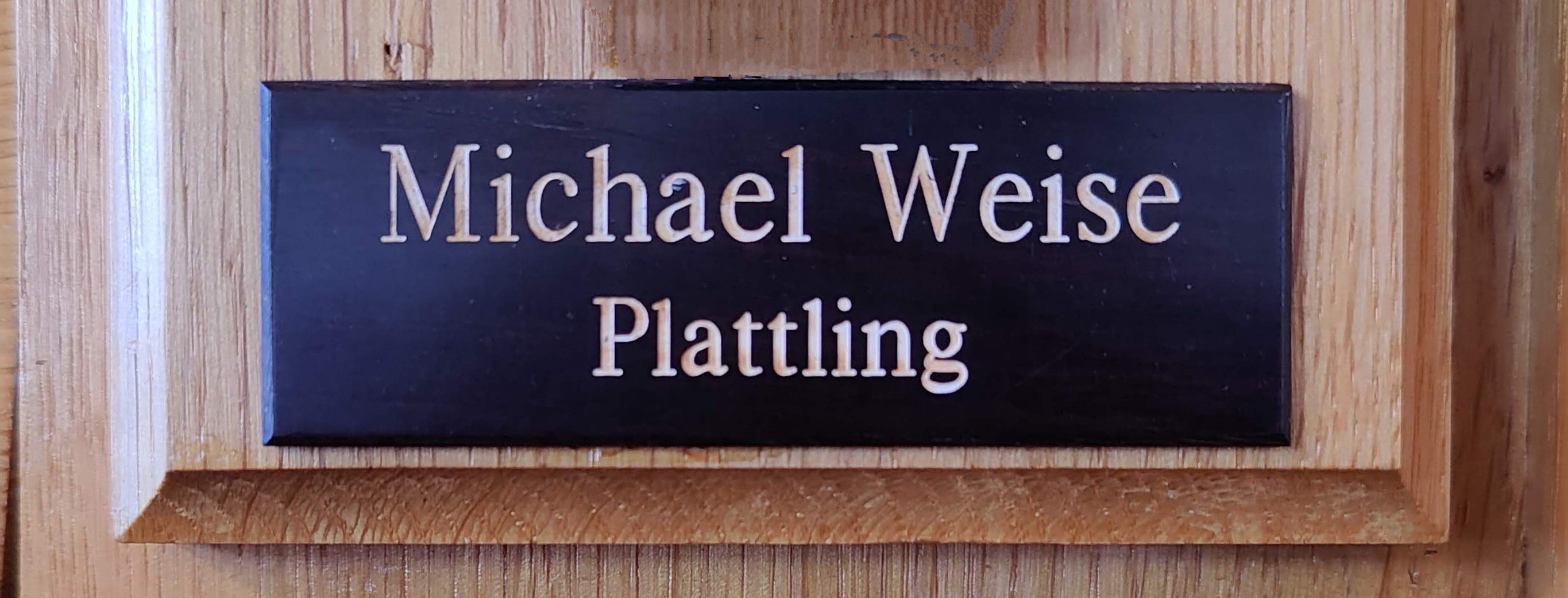
Firmenschild 1996 in Willhof

Reinhard Weise (* 8. März 1946 in Plattling; † 24. April 2020 ebenda).
Reinhard Weise, der Sohn von Michael Weise, führte die „Orgelbauanstalt“ ab 1972 bis in die Gegenwart weiter. Unter seiner Ära wurde die Opuszahl von 1200 Instrumenten erreicht.
Die Firma wandte sich der mechanischen Schleiflade zu und fertigte Orgeln bis zu 45 Registern auf 4 Manualen. Ein Schwerpunkt der Tätigkeiten entstand im Fränkischen und Badischen Raum, so in und um Würzburg, Heidelberg, Sandhausen, Mannheim, Ludwigshafen, Wendlingen oder Öhringen.

## Werkliste (Auswahl)
| Jahr         | Ort                                    | Gebäude                                   | Bild | Manuale | Register  | Bemerkungen |
| ------------ | -------------------------------------- | ----------------------------------------- | ---- | ------- | --------- | --- |
| 1901         | Wallerdorf                             | Herz Jesu                                 |      | I/P     | 14        | |
| 1904         | Gottsdorf                              | St. Jakobus                               |      | I/P     | 7         | → Orgel |
| 1906         | Ottering                               | St. Johannes der Täufer                   |      | II/P    | 13        | → Orgel |
| 1907         | Eching                                 | St. Johann Baptist                        |      | II/P    | 12        | Kegellade, pneumatische Traktur → Orgel |
| 1909         | Iffeldorf                              | St. Vitus                                 |      | II/P    | 15        | |
| 1910         | Stallwang                              | St. Michael                               |      | II/P    | 13        | |
| 1911         | Seyboldsdorf                           | St. Johann                                |      | II/P    | 10        | Kegellade, pneumatische Traktur. 2015 restauriert durch Orgelbauer Christian Meier aus Straubing → Orgel |
| ?            | Landshut                               | Kapelle im Klinikum                       |      | II/P    | 10        | |
| ?            | Oelsnitz/Vogtl.                        | St. Karl Borromäus                        |      | II/P    | 20        | |
| um 1920      | Regensburg                             | St. Matthias                              |      | II/P    | 15 (16)   | |
| 1920         | Lengdorf                               | St. Petrus                                |      | II/P    | 13        | im Gehäuse von Johann Schweinacher (1759) |
| 1922         | Rainertshausen                         | St. Erhard                                |      | II/P    | 15        | Kegellade, pneumatische Traktur. Im Rokokoprospekt der Vorgängerorgel von Johann Peter Plersch (1765). 1950 umgebaut und um ein Register erweitert → Orgel |
| 1923         | Waldeck (Kemnath)                      | St. Johannes Nepomuk                      |      | II/P    | 10        | Kegellade, pneumatische Traktur. Erbaut mit 7 Registern, 1959 erweitert auf 10/II/P. Beim Gehäuse könnte man Gestaltungsmerkmale von Funtsch erahnen. |
| 1925         | Dreifaltigkeitsberg                    | Hl. Dreifaltigkeit                        |      | II/P    | 10        | → Orgel nur Prospekt und Pfeifenmaterial vorhanden |
| 1925         | Binabiburg                             | St. Johann Baptist                        |      | II/P    | 9         | 1982 ersetzt durch Neubau Reinhard Weise → Orgel |
| 1927         | Garmisch-Partenkirchen – Partenkirchen | Maria Himmelfahrt                         |      | II/P    | 32        | 1970 erweitert um 7 Register. 1991 durch einen Neubau von Orgelbau Sandtner ersetzt |
| 1927         | Kirchdorf am Haunpold                  | St. Vigilius                              |      | II/P    | 18        | |
| 1927         | Plößberg                               | St. Georg (Plößberg)                      |      | II/P    | 12        | 2025 Reorganisation und Erweiterung auf 16 (25)/II/P durch Orgelbau Mühleisen/Bäumler |
| ?            | Haardorf                               | St. Martin                                |      | I/P     | 9         | Opus 364 |
| 1928         | Regensburg                             | St. Anton                                 |      | III/P   | 47        | pneumatische Taschenladen; 1996 ersetzt durch Neubau von Georg Jann (III/39) → Orgel |
| 1929         | Pfarrkirchen                           | St. Simon und Judas Thaddäus              |      | III/P   | 42        | 1978 ersetzt durch Neubau von Orgelbau Eisenbarth |
| 1931         | Krummennaab                            | Mariä Himmelfahrt                         |      | II/P    | 15        | Kegellade, pneumatische Traktur, ausgesprochen fülliger Klang. |
| 1934         | Berg bei Neumarkt in der Oberpfalz     | St. Vitus                                 |      |         |           | |
| 1934         | Landshut                               | St. Wolfgang                              |      | II/aP   | 12        | Kegellade, elektropneumatische Traktur, nicht erhalten → Orgel |
| 1936         | Wörth an der Isar                      | St. Laurentius                            |      | II/P    | 10        | Kegellade, pneumatische Traktur → Orgel |
| 1937         | Landshut                               | Abteikirche Seligenthal                   |      | II/P    | 27        | Kegellade, elektrische Traktur → Orgel |
| 1937         | Weiden in der Oberpfalz                | Ehemalige Klosterkirche St. Augustinus    |      | III/P   | 43        | Membranlade, elektrische Traktur. Die Orgel eignet sich erstaunlich gut für die Interpretation von Werken Max Regers. |
| 1938         | Neufahrn in Niederbayern               | Mariä Himmelfahrt                         |      | II/P    | 17        | Kegellade, pneumatische Traktur → Orgel |
| 1938         | Kallmünz                               | St. Michael                               |      | II/P    | 15        | Opus 434, Kegellade, im Pedal Membranlade, pneumatische Traktur. 2003 Revision Orgelbau Schädler, Trompete 8' statt Quintade 16' |
| 1939         | Regensburg                             | St. Cäcilia                               |      | III/P   | 41        | Membranlade, elektrische Traktur, zweiter, freier Spieltisch → Orgel |
| 1940         | Feldkahl                               | St. Johannes von Nepomuk                  |      | II/P    | 18        | pneumatische Kegellade; im historischen Gehäuse; 1999 durch Martin Karle erweitert |
| 1940         | Sailauf                                | St. Vitus                                 |      | II/P    | 20        | nicht erhalten, Pfeifen 1974 durch Hey in der neuen Pfarrkirche wiederverwendet, 2014 wiederum durch Martin Karle in Michelbach bei Alzenau wiederverwendet. |
| 1940         | Essenbach                              | Mariä Himmelfahrt                         |      | II/P    | 17        | nicht erhalten, 1994 durch Neubau Hubert Sandtner ersetzt → Orgel |
| 1940         | Hohenthann                             | Mariä Heimsuchung (Heiligenbrunn)         |      | II/P    | 12        | Kegellade, pneumatische Traktur → Orgel |
| 1940         | Kahl am Main                           | St. Margareta                             |      | III/P   | 34        | überholt 1989 → Orgel |
| 1947         | Rimbach                                | St. Nikolaus                              |      | II/P    | 6         | Kegellade, 1974 von Meier verändert → Orgel |
| 1950         | Bodenwöhr                              | St. Barbara                               |      | II/P    | 19        | |
| 1950         | Thanstein                              | St. Johannes der Täufer                   |      | II/P    | 10        | Kegellade, pneumatische Traktur, 1986 erweitert auf 12 Register |
| 1950         | Wippstetten                            | St. Mariä Geburt                          |      | II/P    | 8         | Kegellade, pneumatische Traktur → Orgel |
| 1953         | Schlammersdorf                         | St. Lucia                                 |      | II/P    | 17        | Kegellade, pneumatische Traktur, sattes Klangbild |
| 1954         | Mitterhausen (Arnstorf)                | St. Stephanus                             |      | II/P    | 11        | |
| 1954         | Kulz                                   | St. Joseph                                |      | II/P    | 12        | 1905 Neubau Binder und Siemann (6/I/P), 1954 Erweiterung auf 12/II/P, pneumatische Kegelladen |
| 1955         | St. Wendel                             | St. Anna                                  |      | III/P   | 37        | elektropneumatische Kegellade |
| 1955         | Saarbrücken                            | St. Josef                                 |      | III/P   | 33        | elektrische Traktur, freistehender Spieltisch |
| 1955         | Aschaffenburg                          | St. Kilian                                |      | II/P    | 25        | elektropneumatische Kegellade |
| 1955         | Ergolding                              | Mariä Heimsuchung                         |      | II/P    | 13        | pneumatische Kegellade → Orgel |
| 1956         | Landshut                               | St. Konrad                                |      | III/P   | 44        | 2019 durch Thomas Gaida abgebaut. 22. Mai 2022 Weihe der neuen Orgel von Johannes Klais Orgelbau (46/III/P). |
| 1957         | Kinheim                                | St. Martin                                |      | II/P    | (23) (24) | |
| 1958         | Rötz                                   | St. Martin                                |      | II/P    | 23        | → Orgel |
| 1959         | Landshut                               | St. Nikola                                |      | III/P   | 20        | |
| 1959         | Frauenbiburg                           | Heilige Dreikönige                        |      | I/P     | 6         | → Orgel |
| 1960         | Blechhammer                            | Maria Königin                             |      | II/P    | 9         | → Orgel |
| 1960         | Schwandorf                             | Zu Unserer Lieben Frau vom Kreuzberg      |      | III/P   | 48        | Planung Rudolf Walter (Mainz). Schleiflade mit elektropneumatischem Vorgelege. Eine der größten Orgeln im Naabtal, Generalsanierung in Planung. Orgel |
| 1961         | Saarbrücken-Burbach                    | St. Eligius                               |      | III/P   | 34        | Unter Verwendung von Teilen der Vorgängerorgel; Aufstellung ebenerdig in der Apsis der Kirche. |
| 1961         | Abensberg                              | St. Barbara                               |      | III/P   | 28        | unter Verwendung von Teilen der Vorgängerorgel |
| 1961         | Herzogenaurach                         | St. Magdalena                             |      |         |           | 2002 durch Neubau der Fa. Metzler (III/42) ersetzt → Orgel |
| 1962         | Saarbrücken-Burbach (Füllengarten)     | St. Helena                                |      | II/P    | 15        | 2009 aufgrund der Kirchenschließung nach St. Antonius in Werbeln verkauft und dort um eine Trompete 8' erweitert aufgestellt. Dabei wurde der Freipfeifenprospekt vollkommen neu angeordnet. (Das nebenstehende Foto zeit die Orgel am neuen Aufstellungsort in Werbeln.) |
| 1963         | Mannheim-Rheinau                       | St. Antonius                              |      | III/P   | 38        | 2011 überholt → Orgel |
| 1964 / 1984  | Ettmannsdorf                           | St. Konrad                                |      | III/P   | 34        | Elektropneumatische Kegelladen. 1984 Erweiterung von 18/II/P auf 25/III/P. 2021 Reorganisation und Erweiterung (Orgelbau Mühleisen/Bäumler) auf 34/III/P. |
| 1964         | Helmstadt-Bargen                       | St. Laurentius                            |      | II/P    | 23        | mechanische Traktur |
| 1960er Jahre | Forst                                  | St. Barbara                               |      | III/P   | 29        | → Orgel |
| 1965         | Wolnzach                               | St. Laurentius                            |      | II/P    | 25        | Der Prospekt stammt von der Vorgängerorgel von Ignaz Weise aus dem Jahr 1913 → Orgel |
| 1966         | Aschaffenburg                          | St. Gertrud                               |      | II/P    | 25        | |
| 1967         | Oberahrain                             | St. Erhard                                |      | II/P    | 14        | Kegellade, vollelektrische Traktur → Orgel |
| 1968         | Mettenbach                             | St. Dionysius                             |      | I/P     | 8         | Kegellade, vollelektrische Traktur; später um zweites Manual erweitert. → Orgel |
| 1969         | Amberg                                 | Hl. Dreifaltigkeit                        |      | III/P   | 44        | Ursprung: St. Cäcilia Regensburg (1901 Steinmeyer Opus 720, 31/II/P, Disposition Franz Xaver Haberl). 1939 Umbau und Transfer nach Amberg (Michael Weise). 1969 Neubau mit Material von Steinmeyer. Schleiflade, mechanische Spiel-, elektrische Registertraktur (Michael Weise). 2003 Revision und Reorganisation, u. a. neue mechanische Spieltraktur (Orgelbau Mühleisen) |
| 1969         | Haibach (Unterfranken)                 | St. Nikolaus von Flüe                     |      | III/P   | 36        | elektrische Schleifladen |
| 1971         | Lichtenborn                            | St. Servatius                             |      | II/P    | 11        | 1973 als gebrauchtes Instrument von der Pfarrgemeinde Mückeln gekauft; Kegelladenorgel mit elektro-pneumatischer Traktur, aus gebrauchten Teilen älterer Instrumente gebaut |
| 1971         | Plein                                  | St. Jakobus                               |      | II/P    | 13        | → Orgel |
| 1972         | Ergolding                              | St. Peter                                 |      | II/P    | 12        | Reinhard Weise; Schleiflade, mechanische Traktur → Orgel |
| 1972         | Neukirchen vorm Wald                   | St. Martin                                |      | II/P    | 16        | → Orgel |
| 1973         | Grafenau (Niederbayern)                | Pfarrkirche Maria Himmelfahrt             |      | II/P    | 27        | Im Barockgehäuse von Johann Konrad Brandenstein, erbaut um 1750 für Deggendorf, Hl. Grab-Kirche. 2058 Pfeifen. |
| 1975         | Erbendorf                              | Mariä Himmelfahrt                         |      | II/P    | 18        | Schleiflade, mechanische Traktur. Gehäuse von Johann Konrad Funtsch |
| 1976         | Marktredwitz                           | Herz Jesu                                 |      | III/P   | 31        | Schleiflade, mechanische Spieltraktur |
| 1977         | Goslar                                 | St. Benno                                 |      | III/P   | 37        | Ursprünglich für den Konzertsaal der damaligen Fachakademie für katholische Kirchenmusik und Musikerziehung in Regensburg gefertigt, 2006 nach St. Benno umgesetzt. Mechanische Spieltraktur. Disposition von Eberhard Kraus |
| 1977         | Waldmünchen                            | Katholische Stadtpfarrkirche St. Stephan  |      | III/P   | 26        | Planung Eberhard Kraus. Mechanische Spiel-, elektrische Registertraktur. Singuläres Kuriosum: Horizontaltrompete 4' im Rückpositiv. |
| 1978/1979    | Atting                                 | Katholische Pfarrkirche Mariä Himmelfahrt |      | III/P   | 30        | Schleiflade, mechanische Spieltraktur |
| 1979         | Koblenz                                | St. Peter und Paul                        |      | II/P    | 27        | |
| 1980         | Lalling                                | St. Stephanus                             |      | II/P    | 14        | vorher: Neubau Edenhofer 1900, 6/I/P |
| 1980         | Weiden in der Oberpfalz                | St. Konrad                                |      | III/P   | 26        | → Orgel |
| 1981         | Kleinostheim                           | St. Laurentius                            |      | III/P   | 31        | → Orgel |
| 1981         | Plattling                              | St. Magdalena                             |      | III/P   | 34        | |
| 1981         | Winzer                                 | St. Georg                                 |      | II/P    | 23        | |
| 1981         | St. Wendel                             | Heilig Geist                              |      | II/P    | 15        | Im Zuge der Profanierung des Kirchengebäudes im Jahr 2003 wurde die Orgel unverändert in Pfarrkirche St. Lambertus in Noviand aufgestellt. |
| 1982         | Amberg                                 | Max-Reger-Gymnasium                       |      | II/P    | 17        | Saalorgel mit Koppelmanual. 2022 Generalsanierung, Reorganisation und Neuintonation durch Orgelbau Mühleisen in Kooperation mit Orgelbau Bäumler/Weiden. → Orgel |
| 1982         | Binabiburg                             | St. Johann Baptist                        |      | II/P    | 14        | als Ersatz für eine Michael-Weise-Orgel von 1925 → Orgel |
| 1982         | Landshut                               | St. Nikola                                |      | III/P   | 31        | |
| 1982         | Leonberg                               | St. Leonhard                              |      | II/P    | 15        | → Orgel |
| 1982         | Dingolfing                             | St. Josef                                 |      | III/P   | 43        | 2. Bauabschnitt der Zeilhuber Orgel aus dem Jahr 1961 → Orgel |
| 1983         | Altdorf                                | Neu-St. Nikola                            |      | II/P    | 32        | → Orgel |
| 1985         | Grafenwöhr                             | Mariä Himmelfahrt                         |      | II/P    | 18        | → Orgel |
| 1989         | Hohenkemnath                           | Mariä Himmelfahrt                         |      | II/P    | 21        | mechanische Spieltraktur → Orgel |
| 1991         | Arnschwang                             | St. Martin                                |      | II/P    | 23        | Schleiflade, mechanische Trakturen. Prospekt 1755 von Andreas Weiß 1959 aus Roding transferiert. Eine der überzeugendsten neueren Orgeln. |
| 1991         | Kirchberg (Kröning)                    | St. Florian und Wolfgang                  |      | II/P    | 17        | Schleiflade, mechanische Trakturen. → Orgel |
| 1994         | Bruck in der Oberpfalz                 | St. Ägidius                               |      | II/P    | 24        | → Orgel |
| 1996         | Willhof                                | St. Jakob                                 |      | I/P     | 6         | → Orgel |
| 1997         | Hohentreswitz                          | St. Bartholomäus                          |      | II/P    | 10        | Im Gehäuse von Binder und Siemann 1921 |